# Dholka
Dholka är en stad i den indiska delstaten Gujarat, och tillhör distriktet Ahmedabad. Folkmängden uppgick till 79 531 invånare vid folkräkningen 2011, med förorter 80 945 invånare. Dholka ligger cirka 50 kilometer sydväst om storstaden Ahmedabad. I staden finns ruiner av palats, moskéer och mausoleer från Ahmed Shah Durranis tid (1700-talet).